# Isochariesthes epupaensis
Isochariesthes epupaensis là một loài bọ cánh cứng trong họ Cerambycidae.